# Call Me (Al Green)
Call Me è il sesto album in studio del cantante statunitense Al Green, pubblicato nell'aprile 1973.
Nel 2020, l'album è stato classificato al 427º posto nella classifica di Rolling Stone "The 500 Greatest Albums of All Time".

## Tracce
1. Call Me (Come Back Home) – 3:03 (Al Green, Al Jackson Jr., Willie Mitchell)
2. Have You Been Making Out O.K. – 3:42 (Green)
3. Stand Up – 3:25 (Green)
4. I'm So Lonesome I Could Cry – 3:10 (Hank Williams)
5. Your Love Is Like the Morning Sun – 3:09 (Green)
6. Here I Am (Come and Take Me) – 4:14 (Green, Teenie Hodges)
7. Funny How Time Slips Away – 5:33 (Willie Nelson)
8. You Ought to Be with Me – 3:15 (Green, Jackson Jr., Mitchell)
9. Jesus Is Waiting – 5:36 (Green)